# Curtis Jones (pianiste)
Pour les articles homonymes, voir Curtis Jones.
Curtis Jones (18 août 1906 – 11 septembre 1971) est un pianiste américain de blues.

## Biographie
Cutis Jones naît à Naples (Texas) de parents métayers et commence par jouer de la guitare étant jeune mais passe au piano après avoir déménagé à Dallas. Il joue occasionnellement de la guitare sur ses albums ou en concert. En 1936, il emménage à Chicago, et il y enregistre entre 1937 et 1941 chez Vocalion, Bluebird et OKeh. Parmi ses enregistrements les plus connus de cette période figurent Lonesome Bedroom Blues et la chanson Tin Pan Alley. Sa chanson Decoration Blues a été enregistrée par Sonny Boy Williamson I  en 1938. La Seconde Guerre mondiale interrompt sa carrière, qu'il ne reprend qu'en 1953 quand ses singles Wrong Blues/Cool Playing Blue sortent chez Parrot Records, avec L. C. McKinley à la guitare.
En 1959, le critique Jacques Demêtre le convainc de tourner en Europe pour s'adresser à un public international nouvellement intéressé par le blues. Son premier album sort en 1960 chez Bluesville, alors qu'il est devenu un interprète reconnu sur la scène de musique folk de Chicago. Un album solo sort en 1962, après qu'il s'est installé en Europe. Il passe également une partie de sa vie au Maroc. Il enregistre d'autres albums au Royaume-Uni, notamment en 1968 avec Alexis Korner à la guitare.
Une de ses chansons, Highway 51 Blues, figure sur l'album Bob Dylan de Bob Dylan en 1962.
Il meurt à Munich en 1971,.

## Discographie
- Trouble Blues (Bluesville, 1960)
- Lonesome Bedroom Blues (Delmark, 1962)
- Americans in Europe Vol. 2 (Impulse!, 1963)
- In London (Decca, 1964)
- Now Resident in Europe (Blue Horizon, 1968)
- Blues and Trouble (Oldie Blues OL 2824, 1980)